# Felipe Suau
Felipe Suau (Santiago de Chile, 1991) es un guionista, productor musical y director creativo chileno. Fundador del estudio editorial The Motion Union, proyecto desde el cual ha colaborado con artistas de diversas disciplinas como gestor y consultor artístico.

## Biografía
Desde su adolescencia se vinculó con la música electrónica local e incursionó de manera autodidacta en la experimentación sonora, publicando con sellos como Undertones, NWLA, PUNCHI PUNCHI y Cuantech Records; y colaborando con artistas como Alfredo Castro, Miguel Conejeros (Pinochet Boys), Niño Árbol, Aguss, Holographic Co. y Kelman Duran.
En 2015, estrenó su primer cortometraje titulado Boicot, producción que lo inició como guionista y director cinematográfico; actividad que después seguiría desarrollando con obras como Nowstalgia y Away, videoclip de la banda mexicana Hawaiian Gremlins.

## Discografía
- Miqui (2023)
- Boo (2022)
- Visión Invisible (2021)
- Cositas Nuevas (2021)
- Internet es Droga (2021)
- Porno ft. Holographic Co. (2019)
- Our Crap (2017)
- Perfo (2015)
- Raro (2014)
- Sodapop (2012)
- Untitled (2012)

## Filmografía
- Random Broadcast (2021)
- Away (2016)
- Nowstalgia (2016)
- Boicot (2015)